# 성김대건성당
성김대건성당은 대한민국의 대구광역시 수성구 청호로 67길 71 (황금동)에 위치한 천주교 대구대교구 제2대리구 2지역의 성당이다.

## 같이 보기
- 천주교 대구대교구
- 김대건